# Křížová cesta (Korce)
Zaniklá Křížová cesta v Korcích u Dubé na Českolipsku vedla na Korecký vrch přibližně 500 metrů jihovýchodně od obce.

## Historie
Křížovou cestu vytvořil roku 1838 korecký kameník František Louša (Lausch). Cesta lemovaná čtrnácti zastaveními vedla na vrcholek kopce, kde stával železný kříž a sochy Panny Marie, svatého Jana Evangelisty a svaté Máří Magdaleny.
Sousoší bylo zničeno v 50. letech 20. století, zachoval se pouze zbytek jedné ze soch. Nepatrné zbytky Křížové cesty je možné podél původní cesty dosud nalézt.